# Tanya Chutkan

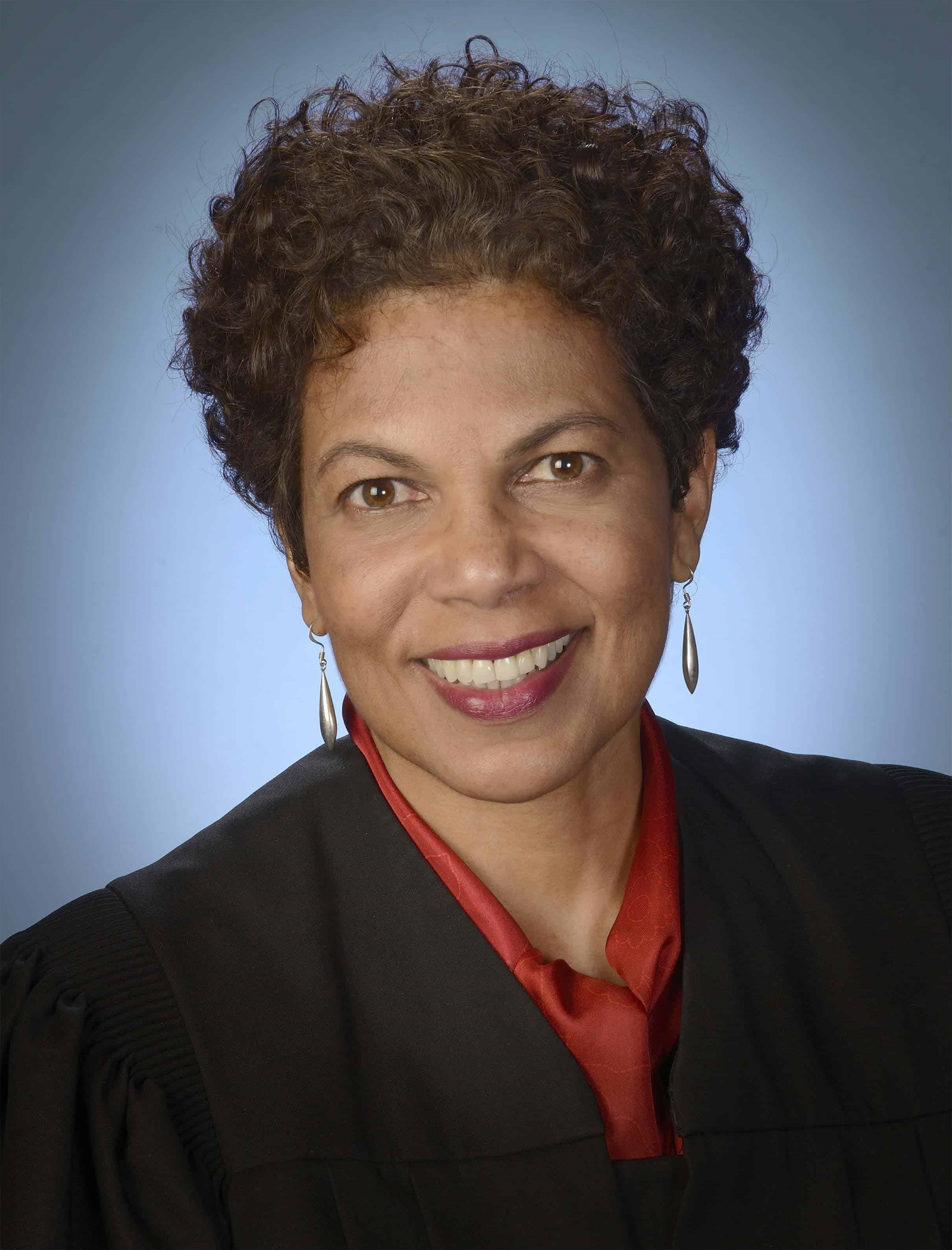
Tanya Chutkan (2022)

Tanya Sue Chutkan (* 5. Juli 1962 in Kingston, Jamaika) ist eine US-amerikanische Anwältin und Juristin. Sie ist Bundesrichterin am Bezirksgericht der Vereinigten Staaten für den District of Columbia.

## Leben
Chutkan besuchte die George Washington University und schloss 1983 mit einem Bachelor of Arts ab. Anschließend studierte sie Rechtswissenschaften an der University of Pennsylvania und schloss ihr Studium 1987 mit einem Juris Doctor ab. Von 1987 bis 1991 war sie in privaten Anwaltskanzleien tätig. Von 1991 bis 2002 arbeitete sie als Rechtsanwältin für Angeklagte, die sich keinen privaten Anwalt leisten können (Public Defender). Im Jahr 2002 trat Chutkan der Anwaltskanzlei Boies, Schiller & Flexner bei.
Im Dezember 2013 ernannte Präsident Barack Obama sie zur Bundesrichterin am US-Bezirksgericht für den District of Columbia. Der Senat bestätigte sie im Juni 2014 mit 95 zu 0 Stimmen.

## Strafprozess gegen Donald Trump
Seit dem 1. August 2023 ist Chutkan Richterin in einem Strafprozess gegen den ehemaligen Präsidenten Donald Trump u. a. wegen verschiedener Ereignisse im Vorfeld des Sturms auf das Kapitol in Washington 2021.